# (6648) 1991 PM11
A (6648) 1991 PM11 a Naprendszer kisbolygóövében található aszteroida. Henry E. Holt fedezte fel 1991. augusztus 9-én.